# Wilfried Hartmann (Erziehungswissenschaftler)
Wilfried Hartmann (* 16. Mai 1941 in Hamburg-Altona) ist ein deutscher Erziehungswissenschaftler und war Präsident der Generalsynode der Vereinigten Evangelisch-Lutherischen Kirche Deutschlands (VELKD). Seit 1980 ist er Professor für Erziehungswissenschaft an der Universität Hamburg, deren Vizepräsident er von 1996 bis 2003 war.

## Wissenschaftlicher Werdegang
Nach dem Abitur in Bad Oeynhausen studierte Hartmann in Hamburg und Tübingen Germanistik, Theologie, Philosophie und Pädagogik. In Tübingen trat er 1962 der christlichen Studentenverbindung Wingolf bei. 1971 wurde er in Hamburg im Fach Allgemeine Sprachwissenschaft mit einer Arbeit über religiöses Wortgut in der deutschen Umgangssprache zum Dr. phil. promoviert. 1994 erhielt er die Ehrendoktorwürde der Universität Helsinki, Finnland.
Seit 1980 lehrt der inzwischen emeritierte Professor für Erziehungswissenschaft an der Universität Hamburg. Von 1996 bis 2003 war Hartmann Vizepräsident der Universität. Außerdem fungierte er dort als Direktor des Instituts für Didaktik der Sprachen und des Instituts für Vergleichende Erziehungswissenschaft. Von 1983 bis 1987 leitete er als Sprecher (Dekan) den Fachbereich Erziehungswissenschaft und von 2002 bis 2006 als „Director for Comparative German und European Studies“ diesen Bereich am ICGS (International Center for Graduate Studies) der Universität Hamburg. Von 1996 bis 2004 war er Mitglied und stv. Vorsitzender des „Governing board“ und des „Standing Committee“ des „UNESCO-Institute for Education“, des heutigen „Unesco Institute for Lifelong Learning“. Seit seiner Emeritierung vertrat Hartmann bis 2016 als Direktor die Universität Hamburg in der European University Foundation in Luxemburg, nahm Gastprofessuren in Riga, Kaunas und Luxemburg wahr und berät internationale Bildungseinrichtungen, wie z. B. als Mitglied des Academic Advisory Board’s die WISS (Western International School Shanghai). Seit 2018 ist er Mitglied des Steering Committee des „Forum for World Education“.

## Tätigkeiten in der EKD
Hartmann war von 1997 bis 2024 Präses (Vorsitzender) der Synode des Kirchenkreises Hamburg-Ost bzw. des Vorläufer Kirchenkreises Alt-Hamburg und Mitglied der EKD-Synode und von 1996 bis 2021 Mitglied der Generalsynode der VELKD.  2009 wurde Hartmann Präsident der Generalsynode der VELKD. Am 1. Mai 2015 wurde er für weitere sechs Jahre von der 12. Generalsynode in Würzburg wiedergewählt. Er setzte sich bei der Wahl gegen Professor Friedrich Vogelbusch im zweiten Wahlgang mit 27 zu 18 Stimmen durch. Für die Wahl in die 13. Generalsynode und die 13. Synode der EKD ließ er sich nicht wieder aufstellen.

## Privates
Hartmann war von 1968 bis zu ihrem Tode 2016 verheiratet mit der Biologin Dr.  Heidrun E. K. Hartmann, mit der er zwei erwachsene Töchter hat. Er lebt in Hamburg.

## Veröffentlichungen (Auswahl)
Hartmann veröffentlicht in Buch- u. Zeitschriftenpublikationen auf den Gebieten Linguistik, Deutschdidaktik, allgemeine, sowie vergleichende und internationale Erziehungswissenschaft und Geschichte.
- Inge Blatt, Andreas Voss, Wilfried Hartmann: Neue Schriftmedien im Lehramtsstudium Deutsch. Untersuchungsergebnisse und Konsequenzen Peter Lang, Frankfurt am Main, New York 2001, ISBN 978-3-631-34550-4.
- Wilfried Hartmann, Hartmut Jonas: Deutschunterricht im Umbruch. die Aufsatzstudie-Ost von 1991 Peter Lang, Frankfurt am Main, New York 1996, ISBN 3-631-47987-5.
- Wilfried Hartmann, Hans Henning Pütz, Peter Schefe: Sprachwissenschaft für den Unterricht Pädagogischer Verlag Schwann, Düsseldorf 1978, ISBN 3-590-15381-4.
- Wilfried Hartmann: Grammatik im Deutschunterricht. Didaktische Überlegungen auf generativer Grundlage Schöningh, Paderborn 1975, ISBN 3-506-74052-0.
- Wilfried Hartmann: Die Funktion des ursprünglich religiösen Wortgutes in der heutigen deutschen Umgangssprache  Universität Hamburg, Philosophische Fakultät, Dissertation 1971.

## Auszeichnungen
Für seine langjährige ehrenamtliche Tätigkeit in der evangelischen Kirche wurde Hartmann 2017 durch die Kirchenleitung der Nordkirche mit der Bugenhagenmedaille ausgezeichnet.
2024 wurde er mit dem Bundesverdienstkreuz 1. Klasse ausgezeichnet, das ihm am 27. Februar 2025 durch Staatsrat Jan Pörksen überreicht wurde.